# 黄河乡
黄河乡，是中华人民共和国青海省果洛藏族自治州玛多县下辖的一个乡镇级行政单位。

## 行政区划
黄河乡下辖以下地区：
江旁牧委会、热曲牧委会、阿映牧委会、白玛纳牧委会、唐格玛牧委会和斗江牧委会。